# Liste der Monuments historiques in Sewen
Die Liste der Monuments historiques in Sewen führt die Monuments historiques in der französischen Gemeinde Sewen auf.

## Liste der Bauwerke
| Bezeichnung      | Beschreibung                                | Standort               | Kennzeichnung | Schutzstatus | Datum | Bild           |
| ---------------- | ------------------------------------------- | ---------------------- | ------------- | ------------ | ----- | -------------- |
| Friedhofskapelle | ehemaliger Karner, 15. oder 16. Jahrhundert | Rue de l’Église (Lage) | PA00085673    | Classé       | 1921  | weitere Bilder |